# La signora ammazzatutti
La signora ammazzatutti (Serial Mom) è un film del 1994 scritto e diretto da John Waters.
In apertura al film si afferma che è ispirato ad una storia vera, ma in seguito la cosa fu smentita precisando che si era trattato solo di una trovata pubblicitaria.

## Trama
Beverly Sutphin sembra una casalinga senza pretese della classe media, che vive con il marito dentista, Eugene, e i figli adolescenti, Misty e Chip, nella periferia di Baltimora. Tuttavia, è segretamente una serial killer che uccide coloro che ritiene offendano lei e la sua famiglia o non siano all'altezza dei suoi standard morali. Durante la colazione, i detective Pike e Gracey interrogano la famiglia sulle volgari molestie subite dalla loro vicina, Dottie Hinkle. In seguito si scopre che l'autrice è la stessa Beverly, che si è vendicata della donna per averle sottratto un posto auto. Durante un colloquio scolastico, l'insegnante di matematica Paul Stubbins critica l'interesse di Chip per i film horror, ipotizzando la presenza di problemi familiari. Successivamente, Beverly investe Stubbins con la sua auto, uccidendolo; la tossicodipendente LuAnn Hodges assiste all'omicidio. Il giorno seguente, Misty è sconvolta quando Carl Pageant le dà buca per il loro appuntamento. Beverly vede quest'ultimo con un'altra ragazza a un mercatino dell'usato e lo pugnala mortalmente con un attizzatoio. 
Su suggerimento di Gracey, Eugene scopre sotto il materasso di Beverly i cimeli dei serial killer, tra cui delle registrazioni di Ted Bundy nella settimana della sua esecuzione e dedicate proprio a Beverly. Quella sera, a cena, Chip racconta alla famiglia i sospetti del suo amico Scotty. A quel punto Beverly se ne va; temendo per la vita di Scotty, gli altri si dirigono a casa sua. A loro insaputa, Beverly intende uccidere Ralph e Betty Sterner per aver chiamato Eugene per curare un mal di denti in un giorno in cui lui e Beverly avevano programmato di stare insieme. La donna accoltella Betty con delle forbici e lascia cadere dalla finestra un condizionatore d'aria per colpire a morte Ralph. Nel frattempo, il resto della famiglia e la polizia arrivano a casa di Scotty, solo per scoprire che si sta masturbando guardando un film erotico. 
La domenica, la polizia segue i Sutphin in chiesa, mentre Beverly viene indicata come la principale sospettata degli omicidi degli Sterner. La funzione termina bruscamente quando tutti fuggono in preda al panico dopo uno starnuto di Beverly, dopo il quale lei fugge mentre la polizia tenta di arrestarla. La donna si nasconde nella videoteca dove lavora Chip; Emma Lou Jenson, una cliente, litiga con Chip per la multa inflittale per non aver riavvolto una videocassetta, definendolo "figlio di un'assassina". Beverly segue Jenson a casa e la colpisce mortalmente con un cosciotto di agnello, mentre la donna guarda Annie alla televisione. Scotty assiste al delitto ma Beverly se ne accorge e lo insegue. Finiti in una discoteca, Beverly uccide Scotty durante un'esibizione, e la famiglia Sutphin arriva mentre la donna viene arrestata. 
Il processo di Beverly diventa un evento mediatico, lei viene soprannominata "mamma killer" e sia Chip che Misty traggono vantaggio dalla sua notorietà vendendo magliette, libri e diritti televisivi per un film su di lei. Durante le arringhe iniziali, l'avvocato di Beverly dichiara la sua non colpevolezza per infermità mentale, ma la donna respinge la teoria e decide di difendersi da sola. Rappresentando se stessa, Beverly scredita sistematicamente tutti i testimoni contro di lei sfruttando i loro vizi, mentre Hodges è troppo alterata per fornire una testimonianza credibile. Durante la testimonianza di Pike, l'aula viene distratta dall'arrivo di Suzanne Somers, che interpreta Beverly in un film per la televisione. Quest'ultima viene così assolta da tutte le accuse. Durante il processo, tuttavia, la donna esprime disprezzo nei confronti di una giurata che indossa scarpe bianche dopo la festa del lavoro. Beverly la segue fino a un telefono pubblico e la colpisce mortalmente con il ricevitore. Il corpo viene scoperto poco dopo, svelando la terribile verità su Beverly.

## Produzione
John Waters dovette pagare 60.000 dollari di diritti agli autori della canzone Tomorrow, cantata durante uno degli omicidi.
Nel film compaiono due volte delle bambole Pee-wee, al fine di pubblicizzarle malgrado lo scandalo sessuale che aveva colpito il loro creatore, l'attore Paul Reubens.

### Cameo
Nel film appaiono Suzanne Somers e Joan Rivers nei panni di se stesse. Inoltre Patty Hearst, Traci Lords, e Brigid Berlin interpretano dei personaggi minori. Il gruppo Camel Lips è interpretato dalla band californiana L7, che si esibisce con il brano Gas Chamber durante la scena del concerto. Il regista del film John Waters fa la voce del serial killer Ted Bundy.

## Riconoscimenti
Il film è stato presentato fuori concorso al 47º Festival di Cannes e Kathleen Turner è stata candidata ai Chlotrudis Awards nel 1995.